# Regno di Francia (1791-1792)
Il Regno di Francia fu una monarchia costituzionale di breve vita che consentì a Luigi XVI di Francia di rimanere ancora a capo dello stato francese rivoluzionario tra il 3 settembre 1791 e il 21 settembre 1792.

## Storia

### Lo sfondo storico degli eventi
Negli anni precedenti all'istituzione del Regno di Francia, lo stato aveva dovuto soccombere alla Rivoluzione francese. Nel giugno del 1789 l'Assemblea nazionale costituente era stata istituita e aveva proclamato la propria intenzione di provvedere per la Francia una costituzione liberale. Luigi XVI era stato costretto nell'ottobre di quello stesso anno ad abbandonare Versailles per recarsi a Parigi da dove già nel 1791 aveva organizzato un piano di fuga, meglio conosciuto col nome di Fuga a Varennes, fallito all'ultimo. Questo fatto distrusse ogni opinione pubblica positiva verso la monarchia. Del resto, il fratello di Luigi XVI in esilio a Coblenza meditava un'invasione della Francia, appoggiato da Austria e Prussia con la Dichiarazione di Pillnitz nell'agosto di quello stesso anno che prevedeva che le due monarchie si sarebbero unite per restaurare Luigi XVI al potere assoluto.

### La costituzione
Luigi XVI venne forzato ad adottare una Costituzione nel 1791 per ordine dell'Assemblea nazionale costituente nel settembre di quello stesso anno, dopo la sua tentata fuga a Varennes per raggiungere i Paesi Bassi austriaci. La Costituzione del 1791 che stabiliva la formazione del Regno dei Francesi, era rivoluzionaria nei suoi contenuti. Essa aboliva la nobiltà in Francia, creava leggi uguali per tutti e concedeva la legislazione all'Assemblea nazionale legislativa, eletta a suffragio censitario. Luigi XVI conservava il diritto di veto sulle legislazioni per le quali era richiesto l'assenso reale.

### La fine del regno
Luigi XVI si dimostrò riluttante ad accogliere la richiesta dell'Assemblea di dichiarare guerra all'Austria il 20 aprile 1792. Il Manifesto di Brunswick dell'agosto del 1792 (pubblicato per ordine del duca Carlo Guglielmo Ferdinando di Brunswick-Wolfenbüttel, comandante delle armate riunite austriaca e prussiana) portò a delle rivolte presso la residenza delle Tuileries il 10 agosto di quell'anno. Il manifesto esplicitamente minacciava apertamente il popolo di Parigi nel caso in cui si fossero rivolti contro Luigi XVI e la sua famiglia. Questo atto infuriò i parigini che inondarono l'Assemblea Legislativa di richieste di dimissioni del re da capo del governo e il presidente dell'Assemblea Nazionale dovette rispondere sospendendo la monarchia l'11 agosto e portando alle elezioni di una nuova assemblea. La nuova Convenzione Nazionale, eletta con suffragio universale maschile, abolì ufficialmente la monarchia il 21 settembre 1792. La convenzione proclamò la repubblica al posto della monarchia.